# Passeport vietnamien
Le passeport vietnamien (en vietnamien : Hộ chiếu Việt Nam) est un document de voyage international délivré aux ressortissants vietnamiens, et qui peut aussi servir de preuve de la citoyenneté vietnamienne.